# District de Szentlőrinc
Le district de Szentlőrinc (en hongrois : Szentlőrinci járás) est un des 10 districts du comitat de Baranya en Hongrie. Créé en 2013, il compte 15 044 habitants et rassemble 21 localités dont une ville, Szentlőrinc, son chef-lieu.
Cette entité existait déjà auparavant, jusqu'à la réforme territoriale de 1950.

## Localités
| Nom               | Statut  | Superficie (km²) | Population (2013) |
| ----------------- | ------- | ---------------- | ----------------- |
| Szentlőrinc       | Ville   | 27,81            | 6 750             |
| Bicsérd           | Commune | 19,75            | 1 005             |
| Boda              | Commune | 15,42            | 416               |
| Bükkösd           | Commune | 30,15            | 1 104             |
| Cserdi            | Commune | 6,46             | 392               |
| Csonkamindszent   | Commune | 5,53             | 159               |
| Dinnyeberki       | Commune | 8,56             | 81                |
| Gerde             | Commune | 12,76            | 540               |
| Gyöngyfa          | Commune | 8,78             | 140               |
| Helesfa           | Commune | 9,87             | 516               |
| Hetvehely         | Commune | 21,38            | 487               |
| Kacsóta           | Commune | 9,51             | 272               |
| Királyegyháza     | Commune | 22,89            | 956               |
| Okorvölgy         | Commune | 3,11             | 85                |
| Pécsbagota        | Commune | 6,07             | 94                |
| Sumony            | Commune | 20,21            | 430               |
| Szabadszentkirály | Commune | 12,69            | 793               |
| Szentdénes        | Commune | 12,15            | 288               |
| Szentkatalin      | Commune | 13,31            | 91                |
| Velény            | Commune | 7,09             | 140               |
| Zók               | Commune | 8,93             | 305               |